# COGAG

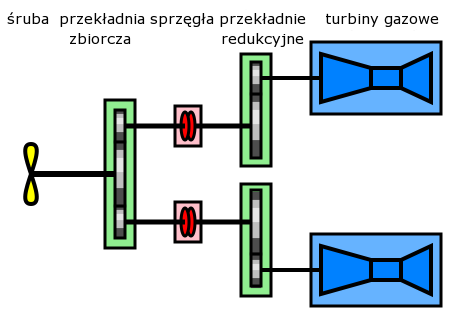
Siłownia okrętowa w układzie COGAG

COGAG (ang. Combined Gas Turbine and Gas Turbine) – rodzaj siłowni na statku wodnym, składającej się z jednej lub więcej par turbin gazowych, w których jedna z turbin pracuje podczas mniejszych prędkości, a druga jest dodatkowo uruchamiana podczas prędkości większych, lub podczas większego obciążenia jednostki.
System stosowany jest na okrętach wojennych średniej wielkości oraz podobnej wielkości statkach transportowych i pasażerskich. Zapewnia maksymalną wydajność we wszystkich przedziałach prędkości.
System stosowany najczęściej w układzie jednej pary turbin na każdą śrubę napędową. Turbiny mogą różnić się mocą.